# Messier 105
Messier 105 (M105 ili NGC 3379) je eliptična galaksija u zviježđu Lav. Galaksiju je otkrio Pierre Méchain 1781. godine ali je tek 1783. godine objavio otkriće. Objekt je naknadno dodan u Messierov katalog.

## Svojstva
M105 je eliptična galaktika udaljene oko 32 milijuna svjetlosnih godina od nas. Njen promjer je oko 50.000 svjetlosnih godina, ali stvarni promjer nije poznat jer ne znamo orijentaciju duže osi elipsoida galaksije. Galaksije ne posjeduje nikakve posebna svojstva, dapače, toliko je obična da služi kao standardni klasični primjer eliptične galaksije. Zbog svog pravilno raspoređenog površinskog sjaja postala je fotometrijski standard. Ukupni sjaj galaktike je ravan sjaju naše galaksije. 
M105 je jedna od članica grupe galaktike Leo I, grupe galaktike koju još čine dominantna M96 i M95.

## Amaterska promatranja
M105 nije osobito zanimljiva galaktika za promatranje kao i većina eliptičnih galaksija. U 200 mm teleskopu može se vidjeti kao jednolika mrlja kojoj pravilno opada sjaj prema rubovima.

## Vanjske poveznice
- Skica M105